# Silnice II/246
Silnice II/246 je silnice II. třídy, která vede z Loun do Hořína. Je dlouhá 54,6 km. Prochází dvěma kraji a třemi okresy.
V Lounech byla v roce 1999 přečíslena z I/7 která po městě vedla a po výstavbě obchvatu se silnice přečíslila na II/246

## Vedení silnice

### Ústecký kraj, okres Louny
- Louny (křiž. I/28, II/229, III/25013, III/2469)
- Černčice (křiž. II/239, III/2462)
- Obora
- Počedělice
- Orasice
- Volenice (křiž. III/2464)
- Koštice (křiž. II/249, III/2465, III/2466)

### Ústecký kraj, okres Litoměřice
- Křesín (křiž. III/23748, III/2396)
- Dubany
- Libochovice (křiž. II/237, III/2467, peáž s II/237)
- Radovesice (křiž. II/247, III/24612)
- Žabovřesky nad Ohří
- Břežany nad Ohří (křiž. III/24613)
- Budyně nad Ohří (křiž. II/118, III/24615, peáž s II/118)
- Nížebohy (křiž. III/24046)
- Dušníky (křiž. II/608)
- Podlusky (křiž. III/24618)
- Roudnice nad Labem (křiž. II/240, III/24049, peáž s II/240)
- Vesce
- Krabčice (křiž. III/24620, III/24623, III/24621)
- Libkovice pod Řípem (křiž. III/24629, III/24630)
- Kostomlaty pod Řípem (křiž. III/24631)

### Středočeský kraj, okres Mělník
- Cítov (křiž. III/24633, III/24636)
- Hořín (křiž. I/16)